# Iwona Kubicz
Iwona Kubicz (ur. 1957) – polska dziennikarka, prezenterka Telewizji Polskiej, znana z prowadzenia programów TVP2 Panna z kawalerem i Pytanie na śniadanie. Z TVP związana do 2007. 
Prowadziła rozmowy do filmów dokumentalnych National Geographic. 
11 stycznia 2000 roku zajęła 4. miejsce w Telekamerach 2000 w kat. Talk-show.

## Programy z jej udziałem
- 1999–2001: Panna z kawalerem jako prowadząca
- 2000: Ibisekcja jako uczestniczka
- 2002–2007: Pytanie na śniadanie jako współprowadząca

## Filmografia
- 1984: Smażalnia story jako Kasia
- 1986: Zmiennicy jako spikerka w TV
- 2002: Rób swoje, ryzyko jest twoje jako żona Emila